# Malcolm Fraser
John Malcolm Fraser (IPA:/ˈfreɪzər/; Melbourne, 1930. május 21. – Melbourne, 2015. március 20.) ausztrál politikus, Ausztrália 22. miniszterelnöke, 1975 és 1983 között az Ausztrál Liberális Párt vezetőjeként volt hivatalban.
Fraser apja birkatelepén nevelkedett, és miután az oxfordi Magdalen College-ban tanult, visszatért Ausztráliába, hogy átvegye a családi birtokot Victoria nyugati kerületében. Az 1954-es kezdeti vereség után az 1955-ös szövetségi választáson beválasztották az ausztrál képviselőházba mint Wannon parlamenti képviselője. 25 éves volt ekkor, így abban az időben ő lett a legifjabb parlamenti tag. Amikor 1966-ban Harold Holt miniszterelnök lett, Frasert nevezték ki védelmi miniszternek (akkoriban hadseregminiszter). Holt eltűnése után John Gorton alatt Fraser oktatási és tudományminiszter (1968–1969), majd védelmi miniszter (1969–1971) lett. 1971-ben Fraser lemondott a kabineti tisztségről.
Miután a Liberális Párt – Nemzeti Párt Koalíció vereséget szenvedett az 1972-es választásokon, Fraser sikertelenül indult a Liberális Párt tisztújító választásán. Amikor a párt elveszítette a következő választást is, Fraser újraindult Snedden akkori liberális pártvezér ellen, és meg is nyerte a tisztújító választást. Az ellenzék vezetőjeként Fraser arra használta fel a koalíciónak az ausztrál szenátus feletti ellenőrzését, hogy megakadályozza a Whitlam-kormány támogatását a költségvetési szavazásokon, ezzel előidézve az 1975-ös ausztrál alkotmányos válságot, ez később az 1975-ös ausztrál alkotmányos válsághoz vezetett, mely végül azzal zárult, hogy Gough Whitlamot a főkormányzó, Sir John Kerr menesztette a miniszterelnöki posztról, ami egyedülálló volt Ausztrália történelmében.
Whitlam menesztése után Fraser letette a miniszterelnöki esküt. A koalíció elsöprő győzelmet aratott az 1975-ös választásokon, majd 1977-ben és 1980-ban is sikerült győzelmet aratniuk.
Az 1983-as választások elvesztése után Fraser visszavonult a politikától. További pályafutása során tanácsadói pozíciókat töltött be az Egyesült Nemzetek Szervezeténél (ENSZ) és a Nemzetközösségnél.
Fraser továbbra is az egyetlen olyan ausztrál miniszterelnök, aki elődje elbocsátásával lépett hivatalba.

## Fordítás
- Ez a szócikk részben vagy egészben  a   Malcolm Fraser című angol Wikipédia-szócikk ezen változatának fordításán alapul.  Az eredeti cikk szerkesztőit annak laptörténete sorolja fel. Ez a jelzés csupán a megfogalmazás eredetét és a szerzői jogokat jelzi, nem szolgál a cikkben szereplő információk forrásmegjelöléseként.